# Game.EXE
Game.EXE — российский журнал, освещавший индустрию компьютерных игр. Публиковался ежемесячно с марта 1995 по июнь 2006 московским издательством Компьютерра (до января 1997 — под названием «Магазин игрушек»). Главным редактором с начала 1996 года по май 2006 был Игорь Исупов.
Журнал «Магазин игрушек» был основан учредителем Дмитрием Мендрелюком и издательским домом Компьютерра в начале 1995 года, однако к концу года почти вся изначальная команда была уволена из-за конфликта с рекламодателем, и назначенный главным редактором Исупов собрал вокруг себя новую. В конце 1996 года «Магазин игрушек» был юридически закрыт из-за разногласий между учредителем и издателем, но немедленно возрождён и с января 1997 выходил ежемесячно под новым названием Game.EXE. Одновременно изменился и тематический охват издания, с этого момента специализировавшегося на играх для PC. Широкую известность журнал приобрёл в начале 2000-х годов, когда редакция выпустила несколько «концептуальных номеров», связанных общей темой и отличавшихся уникальной вёрсткой. После этого его тиражи начали расти, достигнув пика на юбилейном 100-м номере в ноябре 2003. Однако к середине 2000-х редакция столкнулась с финансовыми трудностями, и после внезапного увольнения Исупова в мае 2006 и неудачной попытки перевести издание на еженедельный режим в июне Game.EXE был закрыт.
Поскольку журнал финансировался за счёт продаж, а не рекламы, редакция активно отстаивала свою независимость от крупных издателей игр, в том числе и российских. При активном участии Исупова культивировалась своеобразная «мифология» журнала, в которой фигурировали лирические образы авторов. Хотя журналистский стиль и литературные достоинства Game.EXE высоко ценились его целевой аудиторией и критиками, массовой популярностью журнал не пользовался, что и привело в итоге к его закрытию.

## История

### 1995: «Магазин игрушек»
По словам учредителя издания Дмитрия Мендрелюка, идея создать журнал про компьютерные игры в 1994 году «витала в воздухе», хотя рынка таких игр в России не было ни тогда, ни ещё долго после начала публикации, так как «никто не покупал игр». Название журнала «Магазин игрушек» / Games Magazine было придумано редакцией Компьютерры, а авторов для него Мендрелюк набрал из 17—18-летних студентов первых курсов, искавших работу в его основном издании (впоследствии этот период истории журнала обозначался словосочетанием «Мармелад хлопушек»). Работа над пилотным номером под руководством Олега Яшина (псевдоним: «Олег LESHIJ») началась в 1994 году, а 3 ноября 1994 журнал был зарегистрирован в Комитете РФ по печати. Пилотный номер был опубликован 27 марта 1995, второй — в июне, но в целом журнал в тот период выходил «апериодически», так как редакция неоднократно срывала сроки сдачи номера. После первого номера вместо Яшина главным редактором стал Мендрелюк, а его заместителями — Сергей Бублик и Максим Белянин.
Изначально «Магазин игрушек» финансировался за счёт рекламы, размещаемой спонсорами Lamport (дочерняя компания Steepler), «Бука» и Gameland Дмитрия Агарунова, однако последний уже на следующий год запустил собственный журнал «Страна игр». Мендрелюк со слов Агарунова утверждал, что решение это было вызвано неуважительным отношением к рекламодателям редакции «Магазина игрушек», члены которой таким образом «вырастили себе конкурента». В результате почти вся изначальная команда «Магазина игрушек» была уволена, а главным редактором в начале 1996 года назначили Игоря Михайловича Исупова (псевдоним: «ББ» — сокр. «Большой босс»:12), до того момента работавшего в «Компьютерре» литературным редактором. Именно с него, по мнению Мендрелюка, «началась история журнала, такого каким его знает рынок».

### 1996: Новая редакция
Одной из основных задач Исупова на новом посту был поиск авторов, в связи с чем в журнале «всегда педалировалась тема неслучайных людей», хотя он сам предпочитал синоним «талантливых». Андрей Подшибякин утверждал, что «в Game.EXE принципиально не брали авторов, чьи тексты хотя бы однажды появлялись в других российских игровых журналах, которые мы тогда называли „мурзилками“. Этот снобизм люди, не взятые в Game.EXE, очень хорошо помнят до сих пор — два десятка лет спустя»:12.
Одной из первых «находок» Исупова был Павел Гродек (псевдоним: «Господин ПэЖэ») — автор повести «Ну, юзер, погоди!», на которую Исупов случайно наткнулся в сети и которую он потом опубликовал в двух частях в январском и мартовском номерах «Магазина игрушек» за 1996 год. Приняв предложение Исупова писать в журнал об action-играх и шутерах, Гродек (тогда ещё от своего имени) прислал в апрельский номер рецензию на Duke Nukem 3D и превью Strife, а с мая 1997 продолжил писать уже под псевдонимом. С июня 1998 он вёл раздел про Action, сменив на этом посту Павла Завьялова. Много лет спустя Исупов так охарактеризовал Гродека: «…практически все время это был… основной автор, вокруг которого всё вращалось». Гродек в свою очередь говорил, что «ББ — безусловно, не стержень. Он резко круче: он и был (есть?) GAME.EXE[sic]».
Гродек привёл в команду Наталью Дубровскую, которая в марте 1996 написала в номер рецензию на In the 1st Degree. Затем она два года совместно с Ольгой Цыкаловой вела раздел про квесты, а с июля 1998 по апрель 1999 была заместителем главного редактора. По утверждению Исупова, именно Дубровская ввела термин «квест» в разговорный русский язык и даже «приучила Россию к особой любви к квестам». Кроме Дубровской Гродек, по словам Исупова, «своими текстами вызвал к жизни Мотолога, Пашу Завьялова», который начал писать в «Магазине игрушек» ещё под своим именем (декабрь 1995), но начиная с января 1996 (рецензия на Ranger X) работал исключительно под псевдонимом «Х.Мотолог». В начале 1998 года Завьялов уехал за границу и впоследствии публиковался нерегулярно.
Одновременно с Гродеком и Дубровской в редакцию пришёл Александр Вершинин (псевдоним: «Скар»). Выпускник ВМК МГУ, Вершинин в «Магазине игрушек», по словам Исупова, «получил вторую профессию»: c марта 1996 был ответственным за новости, затем — за раздел про RPG, заработав при этом репутацию «высокого профессионала, универсала». С января 2001 Вершинин был заместителем Исупова, а после ухода последнего и до закрытия журнала — главным редактором. Андрея Ламтюгова (псевдоним: «Хорнет») Исупов нашёл через конкурс читательских рецензий, объявленный ещё летом 1995 в «Магазине игрушек». Ламтюгов рецензировал авиасимуляторы с июня 1996 по август 2000. С января 2002 его в этой роли сменил Ашот Ахвердян.

### 1997—2005: Новый журнал
В конце 1996 года Компьютерра потеряла права на торговую марку «Магазин игрушек» из-за конфликта с соучредителем Lamport, в связи с чем журнал был юридически закрыт и немедленно возрождён в январе 1997 под новым названием, придуманным «в электричке» Исуповым по поручению Мендрелюка, — Game.EXE. Кроме названия сменился и тематический охват издания: если «Магазин игрушек» публиковал рецензии на игры и для персональных компьютеров, и для игровых приставок (в том числе Sony PlayStation, Sega Saturn и Panasonic 3DO — соответствующее оборудование редакции предоставляли Gameland и «Бука»), то Game.EXE почти вплоть до закрытия специализировался на PC-играх. Исупов объяснял такую редакционную политику тем, что во-первых, консольные игры того времени были «детскими, жанрово однообразными, поверхностными, одночувственными», а во-вторых, приставки тогда ещё не позволяли снимать скриншоты в приемлемом для журнала качестве. Своей основной целевой аудиторией редакция считала «мужчин от 25 до 35 лет с высшим техническим образованием, средним уровнем доходов и современным компьютером».
В январе 1997 года Пётр Давыдов, тогда рецензировавший стратегические игры, привёл в команду Олега Михайловича Хажинского, вскоре его в этой роли сменившего. Хажинский до этого не думал о журналистике, но по совету Давыдова прислал Исупову пробную рецензию на Diablo, после чего тот взял его на работу (рецензию на Diablo в январском номере, тем не менее, написал Вершинин, а первые материалы Хажинского были опубликованы только в феврале). Позже Хажинский вспоминал, что в его обязанности тогда входила покупка «варезных» игр для нужд редакции, что было единственным в то время способом оперативно писать о новых играх. В тот же период за ним закрепилось прозвище «Арнольд Винчестерский», так как за играми он ездил с переносным «винчестером».
Доменное имя game-exe.ru для официального вебсайта редакции было зарегистрировано 13 апреля 1998 года, однако использоваться (в частности, в адресах электронной почты редакции, указывавшихся в журнале) начало только с августа. Тогда же, в августе, к части тиража (20 000 из 42 500 экземпляров) был впервые приложен компакт-диск, содержавший демоверсии игр, патчи и полный архив номеров журнала за 1997 год. Похожие по содержанию CD прилагались ко всем номерам вплоть до января 2003 года, когда их заменили на DVD-диски, последний из которых вышел в мае 2006 года.
В конце 1998 года к команде присоединились Александр Башкиров (псевдоним: «Фраг Сибирский») и Андрей Подшибякин (псевдоним: «Андрей Ом» — в честь журнала «ОМ», где он публиковался до Game.EXE). Иркутского психолога Башкирова Исупов обнаружил через письма в редакцию и считал лучшей своей находкой и «самым впечатляющим приобретением журнала за всю его… историю». Под псевдонимом «Фраг Сибирский» Башкиров писал в журнал с ноября 1998 года, а с сентября следующего года — ещё и от имени созданного им персонажа «Маши Аримановой». Подшибякин, тем временем, стал «единственным человеком, который пришёл [в команду] сам», связавшись по собственной инициативе с Исуповым в конце 1998 года. В декабре он опубликовал рецензию на Ancient Conquest, а с марта 1999 года стал (единственным) веб-редактором сайта game-exe.ru. С января 2001 по декабрь 2002 года Подшибякин числился среди обозревателей журнала, при этом лучшими его материалами, по мнению Исупова, были репортажи с E3.
В начале 2000 года редакция издала несколько так называемых «концептуальных номеров», все материалы которых были связаны воедино какой-либо темой (по аналогии с концептуальными альбомами). Концептуальные номера отличались уникальной вёрсткой: например, январский номер под названием «Книга Игр» был стилизован под различные книги, а февральский — под газеты и назывался, соответственно, «Газета Игр». Именно к этому периоду Исупов относит начало «фанатской вакханалии» вокруг Game.EXE, а также появление «общей атмосферы у всего журнала». Тогда же начался рост его тиражей, чей пик (63 500 экземпляров) в ноябре 2003 года пришёлся на 100-й номер, который тоже относят к концептуальным. Юбилейный номер под названием «100. Первая глава» был структурирован вокруг пьесы Владимира Сорокина «Землянка», а приложенный к нему DVD содержал её радиопостановку, записанную редакцией в честь юбилея.
С 2000 по 2005 год Game.EXE издавался также на литовском языке, став первым российским игровым журналом с международной аудиторией. В Литве журнал выходил в сокращённой форме тиражом в 10 000 экземпляров.
В последние годы существования журнала к его команде присоединились Николай Третьяков, откликнувшийся на объявление о приёме на работу в декабрьском номере за 2003 год, Вениамин Шехтман, победивший в одном из читательских конкурсов, и Сергей Думаков, связавшийся с Исуповым с целью публикации своего рассказа «Райтер», но получивший от него предложение писать об играх.
23 февраля 2005 года было объявлено об открытии нового сайта редакции game.exe.su (домен exe.su был зарегистрирован на имя Исупова 17 октября 2004 года), после чего старый game-exe.ru перестал обновляться. Новый домен указывался в номерах журнала с апреля по декабрь, хотя обновляться новый сайт перестал ещё в сентябре.
В конце 2005 года Game.EXE вернулся к «всеплатформенности» и начал снова писать про игры для консолей. По мнению одного обозревателя, именно это решение «отпугнуло часть преданной и хардкорной аудитории, которая и без того сокращалась с каждым годом».

### 2006: Закрытие
К середине 2000-х годов журнал, по словам Мендрелюка, «перестал расти». Стало ясно, что хотя «аудитория школьников» и «казуалов» (термин, по воспоминаниям Подшибякина, введённый в широкое обращение Хажинским:73) постоянно росла, её вниманием владели другие игровые издания, тем временем как аудитория «хардкорных игроков», на которую ориентировался Game.EXE, не увеличивалась. Одновременно печатные издания Компьютерры, по словам Исупова, «перестали собирать рекламу… потому что печатная пресса начала активно накрываться медным тазом, выдавливаемая понятно чем». В поиске идей, давших бы новый толчок журналу, Исупов и Мендрелюк начали готовить переход от ежемесячной публикации к еженедельному «бизнес-изданию» в апреле 2006 года. Однако уже в мае между Мендрелюком и Исуповым возник острый конфликт, в результате которого последний «вспылил» (по выражению Мендрелюка), «показал характер» (по собственным словам) и ушёл из издательства. Поводом для конфликта стало нежелание Мендрелюка финансировать поездку двух корреспондентов на E3 2006, однако по словам Думакова, «искрило к этому моменту уже давно». Позже Исупов объяснял, что номера, содержавшие репортажи и личные впечатления авторов с E3, задавали тон всем последующим, поэтому способность посылать на выставку собственных корреспондентов была для него вопросом профессиональной чести. Мендрелюк, в свою очередь, утверждал, что между ними произошло недоразумение: Исупов запросил в письме сумму на обоих корреспондентов, но Мендрелюк понял его так, что сумма была указана на каждого, и счёл её чрезмерной.
После внезапного увольнения Исупова главным редактором стал Вершинин, а его заместителем — Хажинский. Втроём с Мендрелюком они всё же перевели издание на еженедельный режим в июне 2006 года, однако уже к концу месяца стало ясно, что проект «нежизнеспособен», и Game.EXE был закрыт. Не обновляющиеся сайты game.exe.su и game-exe.ru были закрыты в 2006 и 2016 годах, соответственно.

## Редакционная политика
Олег Хажинский охарактеризовал структуру редакции Game.EXE как «глубоко законспирированную, децентрализованную систему». Постоянно в офисе журнала присутствовал только Исупов, остальные же приезжали один-два раза в месяц за гонорарами и на «летучки» после сдачи очередного номера, в остальном общаясь только по почте. Некоторые (например, Башкиров и Думаков) работали удалённо и вообще никогда не бывали в здании редакции. Исупов, по словам Хажинского, был жёстким руководителем и добивался от сотрудников строгой дисциплины, но при этом брал на себя все технические и деловые вопросы, позволяя авторам целиком посвящать себя подготовке материала. Мендрелюк тоже отмечал, что не контактировал почти ни с кем, кроме Исупова, с которым обсуждал исключительно денежные вопросы.
Хотя Исупов определял редакционный план, Game.EXE в выборе материала и его оценках ориентировался в основном на личный интерес и мнения авторов, а не на популярность брендов, поэтому регулярно оказывался в «чёрных списках» различных издателей, особенно российских, недовольных низкими оценками их игр. Особенно часто, по словам Исупова, они «подначивали» 1С, а Подшибякин позже вспоминал, как «в начале 2000-х в Game.EXE фоном шли истерики первых рекламодателей, постоянно возмущавшихся недостаточно высокими оценками издаваемых ими игр»:14. Хажинский вспоминал также, что редакция отказывалась от участия в пресс-турах на деньги издателей. Поскольку Game.EXE финансировался за счёт продаж, а не рекламы (став, по утверждению Мендрелюка, первым игровым журналом такого рода в России), он «никогда не был источником прибыли», и редакция работала в основном «на себя». Девизом главного редактора было: «Вы или делаете каждый журнал как последний, или как первый — вот и все принципы».

## Мифология
При активном участии Исупова культивировалась и развивалась так называемая «мифология Game.EXE», в которой фигурировали не сами авторы, а их лирические образы, такие как «Господин ПэЖэ» («образ пожилого вояки с дробовиком наперевес») Гродека и «Фраг Сибирский» Башкирова. Подшибякин объяснял это тем, что «игровые журналы [того времени] были не столько СМИ, сколько идентификационными маркерами „свой-чужой“; полузакрытыми клубами с ежемесячными членскими взносами. Это поощряло редакционное мифотворчество: авторам придумывались биографии, за ними закреплялись псевдонимы и даже характерные стилистические обороты»:14. Некоторые авторы имели нескольких персонажей — так, например, рецензию на Heroes of Might and Magic III в марте 1999 года Хажинский написал от лица «Арнольда Винчестерского».
Наиболее известным вымышленным автором стала «Маша Ариманова», чья история началась после того, как редакцию в мае 1999 года покинула Наталья Дубровская. Исходя из того, что «квесты — дело-то женское», Исупов и Башкиров создали образ Аримановой, от имени которой в сентябре того же года была опубликована рецензия на Pandora's Box Алексея Пажитнова. Придумавший биографию и фамилию девушки Башкиров вплоть до закрытия журнала публиковал рецензии на квесты от её имени, демонстрируя при этом стиль письма, по мнению Исупова, совершенно отличный от обычного стиля «Фрага Сибирского». Фотографии Аримановой в номерах журнала монтировались дизайнером Денисом Гусаковым на основе фотографий проживающей в США венгерской порноактрисы Зофии Лавик (без её ведома и согласия). Мистификация была раскрыта читателями ещё в 2001 году, но официально Исупов в ней признался только в феврале 2013 года.

## Отзывы
В посвящённой закрытию Game.EXE статье на сайте DTF Максим Донских отнёс журнал к «новой игровой журналистике» и охарактеризовал его как «отечественное издание, которое ближе всех остальных подобралось к настоящей критике», но «в итоге оказалось не очень-то востребованным» и «окончательно подломилось под грузом своего недюжего таланта и оригинальности». Донских отметил, что редакция журнала смогла «много лет держаться перпендикулярного всем остальным [игровым изданиям] курса и этим снискать жаркую любовь небольшой, но очень преданной когорты почитателей». К характерным её чертам он причислил «авторские аллюзии, витиеватые метафоры и раскиданные густо… культурные референсы», позволявшие относится «к EXE-текстам[sic] скорее как к литературе, чем как к журналистике».
Главный редактор «Страны игр» Константин Говорун в ответ на мнение, что «игровая журналистика умерла вместе с… Game.exe[sic]», утверждал, что в Game.EXE вообще не было журналистики, в том числе и игровой. По его словам, это был «очень хороший… околоигровой литературный журнал», где «главным был язык», поэтому «текстов „как в Game.EXE“ — действительно нет, просто никто не работает в этом формате». Закрытие Game.EXE Говорун назвал «фатальной глупостью» и «ошибкой издательства», так как «аудиторные показатели журнала были более чем достаточны, чтобы продолжать его выпускать». Алексей Поликовский в «Новой газете» также отмечал по поводу языка Game.EXE, что «Игорь Исупов… писал весь свой журнал на сектантском языке игроманов, на этом новом эсперанто века квестов и шутеров».
Портал «Канобу» в ретроспективе истории Game.EXE назвал его «вне всяких сомнений главным событием в отечественной игровой прессе».
Бывший обозреватель Game.EXE Андрей Подшибякин (Ом) в своей книге «Время игр!» утверждал, что «ничего даже примерно близкого в российских специализированных медиа не было ни до, ни после. Этот журнал… повлиял на судьбы многих журналистов, разработчиков и игроков, [и] если бы не журнал, вся российская игровая индустрия выглядела бы по-другому»:12. В интервью каналу SeoPult он пояснял, что «у Game.EXE была позиция… что игры — это искусство, никаких денег, бизнеса… здесь быть не может, это исключительно высказывание творца… А игры-то, на самом деле, бизнес, и [наша парадигма] очень много испортила карьер студиям разработки, которые начали под влиянием всего этого делать… высказывания на абстрактные темы, а не игры, которые могли бы зарабатывать деньги». Он также признавал, что «мы в меру сил делали, конечно, литературу, а не публицистику»:12.